# Alicante (prowincja)
Alicante (hiszp. Provincia de Alicante; kat. Província d’Alacant) – prowincja we wspólnocie autonomicznej Walencji w Hiszpanii. Graniczy z prowincją Walencja od północy, ze wspólnotą autonomiczną Murcji i prowincją Albacete od zachodu. Prowincję oblewa Morze Śródziemne od południowego wschodu.

## Podział administracyjny

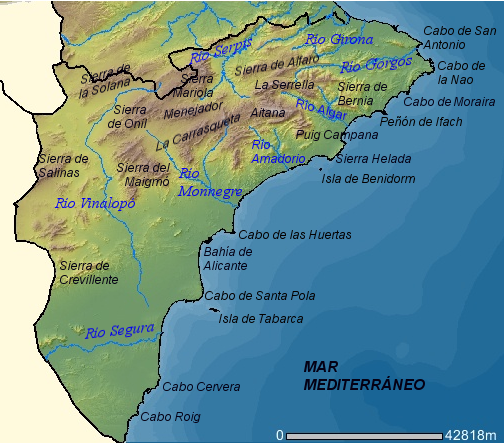
Mapa fizyczna prowincji Alicante

W skład prowincji wchodzą następujące comarki:
- Alacantí
- Alcoià
- Alto Vinalopó (hiszp.) / Alt Vinalopó (wal.)
- Baix Vinalopó
- Comtat
- Marina Alta
- Marina Baixa
- Vega Baja (hiszp.) / Baix Segura (wal.)
- Vinalopó Medio (hiszp.) / Vinalopó Mitjà (wal.)